# Вороньковка
Вороньковка (укр. Вороньківка) — село, входит в Вышгородский район Киевской области Украины.
Население по переписи 2001 года составляло 247 человек. Почтовый индекс — 07351. Телефонный код — 4596. Занимает площадь 1 км². Код КОАТУУ — 3221887502.

## Местный совет
07351, Київська обл., Вишгородський р-н, с.Синяк, вул.Леніна,60